# Yxningen
Yxningen är en sjö i Valdemarsviks och Åtvidabergs kommuner och ingår i Söderköpingsåns huvudavrinningsområde. Sjön är 75 meter djup och är fjärde djupaste sjö i Götaland efter Vättern, Vänern och Stora Le, och har en yta på 28,6 kvadratkilometer och befinner sig 38 meter över havet. Sjön avvattnas av 'Söderköpingsån (Gusumsån).
Sjön ligger i skärningen mellan Skärkinds och Hammarkinds härader i Östergötland och Norra Tjusts härad i Småland. Sjön är känd för sin fina vattenkvalitet, med ett siktdjup på som mest sju meter. Största uppmätta sjödjup är officiellt 74 meter mellan gården Slottet och Lindholmen. Sjön sträcker sig tre mil från Yxnerum i nordväst till Fallingeberg i sydöst och mäter en mil i bredd mellan Gärdsnäs i syd och Säverum i norr. De cirka 90 öarna utgör en insjöskärgård, varför Yxningen är populär bland friluftsutövare.
Sjön är dricksvattentäkt för Ringarums och Gusums samhällen genom vattentäkt vid Frörum, och för Valdemarsviks samhälle genom dricksvattentäkt vid Fallingeberg. Dricksvattnet har från vattenverket i Frörum under 1990-talet utnämnts till Sveriges näst godaste kranvatten. Kommunalt bad och camping bedrivs i Åketorpsvikens inre del.
Den nuvarande badplatsen vid Yxningens Camping i Gusum var tidigare lastkaj i ett omfattande transportsystem av trävaror. Från sent 1800-tal trafikerades sjön av S/S Yxningen och S/S Yxningen II, och vid 1900-talets början bildades Yxningens Ångbåts Aktiebolag, där Gusums bruk var den stora aktören. Även Borkhults bruk i sjöns nordvästra del nyttjade sjön för bland annat malmtransporter och för frakt med material till och från pappersbruket.
Runt sjön fanns ett flertal sågar, bland annat i Långserum, Gärdsnäs, Fallingeberg, Åketorp och Hjulerum, varifrån ångbåtar transporterade virke och ved. Till kajen vid Åketorp ledde från 1906 ett stickspår från Vikbolandsbanan, järnvägen mellan Valdemarsvik och Norrköping. Tack vare denna kunde invånarna i exempelvis Gärdsnäs och Borkhult komma till Norrköping och hem igen under samma dag. Resan mellan Yxnerum och Åketorp tog 70 minuter med sjöns största ångbåt "Yxningen", vilken kom i trafik 1908. Sedan denna skrotats på 1940-talet, gick ytterligare några år ångbåten "Yxningen II", innan denna lämnade sjön på 1950-talet.
Idag är det fritidsbåtar som dominerar sjöfarten, och sedan slutet av 1990-talet har sjön uppmärksammats för sin rikliga tillgång på fisk. 

## Delavrinningsområde
Yxningen ingår i delavrinningsområde (646166-153109) som SMHI kallar för Utloppet av Yxningen. Medelhöjden är 65 meter över havet och ytan är 129,1 kvadratkilometer. Räknas de 12 avrinningsområdena uppströms in blir den ackumulerade arean 268,45 kvadratkilometer. Avrinningsområdets utflöde Söderköpingsån (Gusumsån) mynnar i havet. Avrinningsområdet består mestadels av skog (60 procent). Avrinningsområdet har 30,5 kvadratkilometer vattenytor vilket ger det en sjöprocent på 23,6 procent.